# Marc Planus
Marc Planus (ur. 7 marca 1982 w Bordeaux) – francuski piłkarz grający na pozycji obrońcy.

## Kariera klubowa
W jego barwach 9 listopada 2002 roku zadebiutował w wygranym 2:0 meczu ze Stade Rennais w rozgrywkach Ligue 1. W sezonie 2008/2009 razem z Bordeaux zdobył mistrzostwo Francji. W dorosłej reprezentacji Francji zadebiutował 11 sierpnia 2010 w przegranym 1:2 towarzyskim spotkaniu z Norwegią.
| Sezon   | Klub               | Kraj    | Rozgrywki | Mecze | Bramki | Rozgrywki Europy                    | Mecze | Bramki |
| ------- | ------------------ | ------- | --------- | ----- | ------ | ----------------------------------- | ----- | ------ |
| 2002/03 | Girondins Bordeaux | Francja | Ligue 1   | 18    | 0      | Liga Europy UEFA                    | 5     | 0      |
| 2003/04 | Girondins Bordeaux | Francja | Ligue 1   | 26    | 0      | Liga Europy UEFA                    | 7     | 1      |
| 2004/05 | Girondins Bordeaux | Francja | Ligue 1   | 34    | 0      | -                                   | -     | -      |
| 2005/06 | Girondins Bordeaux | Francja | Ligue 1   | 32    | 0      | -                                   | -     | -      |
| 2006/07 | Girondins Bordeaux | Francja | Ligue 1   | 23    | 0      | Liga Mistrzów UEFA Liga Europy UEFA | 2 2   | 0 0    |
| 2007/08 | Girondins Bordeaux | Francja | Ligue 1   | 24    | 1      | Liga Europy UEFA                    | 4     | 0      |
| 2008/09 | Girondins Bordeaux | Francja | Ligue 1   | 28    | 1      | Liga Mistrzów UEFA                  | 6     | 0      |
| 2009/10 | Girondins Bordeaux | Francja | Ligue 1   | 26    | 1      | Liga Mistrzów UEFA                  | 7     | 1      |
| 2010/11 | Girondins Bordeaux | Francja | Ligue 1   | 11    | 0      | -                                   | -     | -      |
| 2011/12 | Girondins Bordeaux | Francja | Ligue 1   | 27    | 1      | -                                   | -     | -      |
| 2012/13 | Girondins Bordeaux | Francja | Ligue 1   | 28    | 0      | Liga Europy UEFA                    | 9     | 0      |
| 2013/14 | Girondins Bordeaux | Francja | Ligue 1   | 15    | 0      | Liga Europy UEFA                    | 2     | 0      |
| 2014/15 | Girondins Bordeaux | Francja | Ligue 1   | 8     | 1      | -                                   | -     | -      |